# NGC 1268
NGC 1268 eine Spiralgalaxie vom Hubble-Typ Sb im Sternbild Perseus am Nordsternhimmel. Sie ist schätzungsweise 148 Millionen Lichtjahre von der Milchstraße entfernt, hat einen Durchmesser von etwa 40.000 Lj und ist Mitglied des Perseus-Haufens Abell 426.
Im selben Himmelsareal befinden sich u. a. die Galaxien NGC 1267, NGC 1270, NGC 1271, NGC 1272.
Die Typ-Ia-Supernova SN 2008fg wurde hier beobachtet.
Das Objekt wurde am 14. Februar 1863 vom französischen Astronomen Heinrich d’Arrest entdeckt.